# Kamtsjatkameeuw
De kamtsjatkameeuw (Larus schistisagus) is een vogel uit de familie Laridae.

## Verspreiding en leefgebied
Deze soort komt voor van noordoostelijk en oostelijk Siberië tot in noordelijk Japan. De vogels overwinteren in Taiwan.

## Status
De grootte van de populatie is in 2006 geschat tussen de 25 duizend en één miljoen vogels. Op de Rode lijst van de IUCN heeft deze soort de status niet bedreigd.